# ساینتسالو
ساینتسالو (انگلیسی: Säynätsalo)ساینتسالو یک شهرداری سابق در فنلاند است و بخشی از جیواکیل است. در نوامبر ۲۰۱۰ جمعیت آن ۳,۳۴۰ نفر بود. شهرداری ساینتسالو شامل جزایر ساینتسالو و لختیساری و همچنین بخشی از جزیره موراتسالو بود. همه این جزایر در دریاچه پِیَیَنِه قرار دارند. همچنین یک بخش کوچک از خشکی بر روی قاره نیز جزو این شهرداری بود.
ساینتسالو به دلیل داشتن ساختمان شهرداری ساینتسالو مشهور است.